# Лашхи, Реваз
Реваз Лашхи (груз. რევაზ ლაშხი, род.26 мая 1988) — грузинский борец греко-римского стиля, чемпион Европы, призёр Олимпийских игр.

## Биография
Родился в 1988 году в Боржоми. В 2011 году стал чемпионом Европы. В 2012 году завоевал серебряную медаль Олимпийских игр в Лондоне.